# Zohrabbejův dům
Zohrabbejův dům  je budova z 19. století, která se nachází na ulici Ocaqgulu ve městě Šuša v Ázerbájdžánu. Patřila představiteli šlechtického rodu Zohrabbejových, Abbasgulovi bej Zohrabbejovi.

## Historie
Majitel domu, Abbasgulu bej Zohrabbejov, byl obchodníkem v Ruské říši. Narodil se v roce 1868 ve městě Šuša. Poté, co získal základní vzdělání, pokračoval ve vzdělávání v medrase (náboženská škola). Stavbu domu zahájil jeho otec, Mirza Akbar bej Zohrabbejov. Po jeho smrti Abbasgulu bej stavbu dokončil.
Dům byl třípatrový, v každém patře se nacházel sál pro 200 až 250 osob, veranda, ložnice, dětský pokoj, parní kuchyně, toaleta se záchodem. Prosklené verandy byly vyzdobeny starožitnými malbami. Na stavbě se podíleli mistři z Íránu a Turecka, architektem byl Karbalayi Safikhan Karabakhi, rodák z Karabachu.
Po sovětské okupaci v roce 1920 byl Abbasgulu bejovi dům zabaven a on a jeho rodina se přestěhovali do Baku. Později byl dům přeměněn na obrazovou galerii.
Po obsazení města Šuša arménskými ozbrojenými silami 8. května 1992 byla budova vyrabována, výzdoba domu, vitrážová okna a nástěnné malby zmizely. Během okupace byla i stavba budovy poškozena, v roce 2021 už byla v havarijním stavu.

## Galerie: stav domu po arménské okupaci

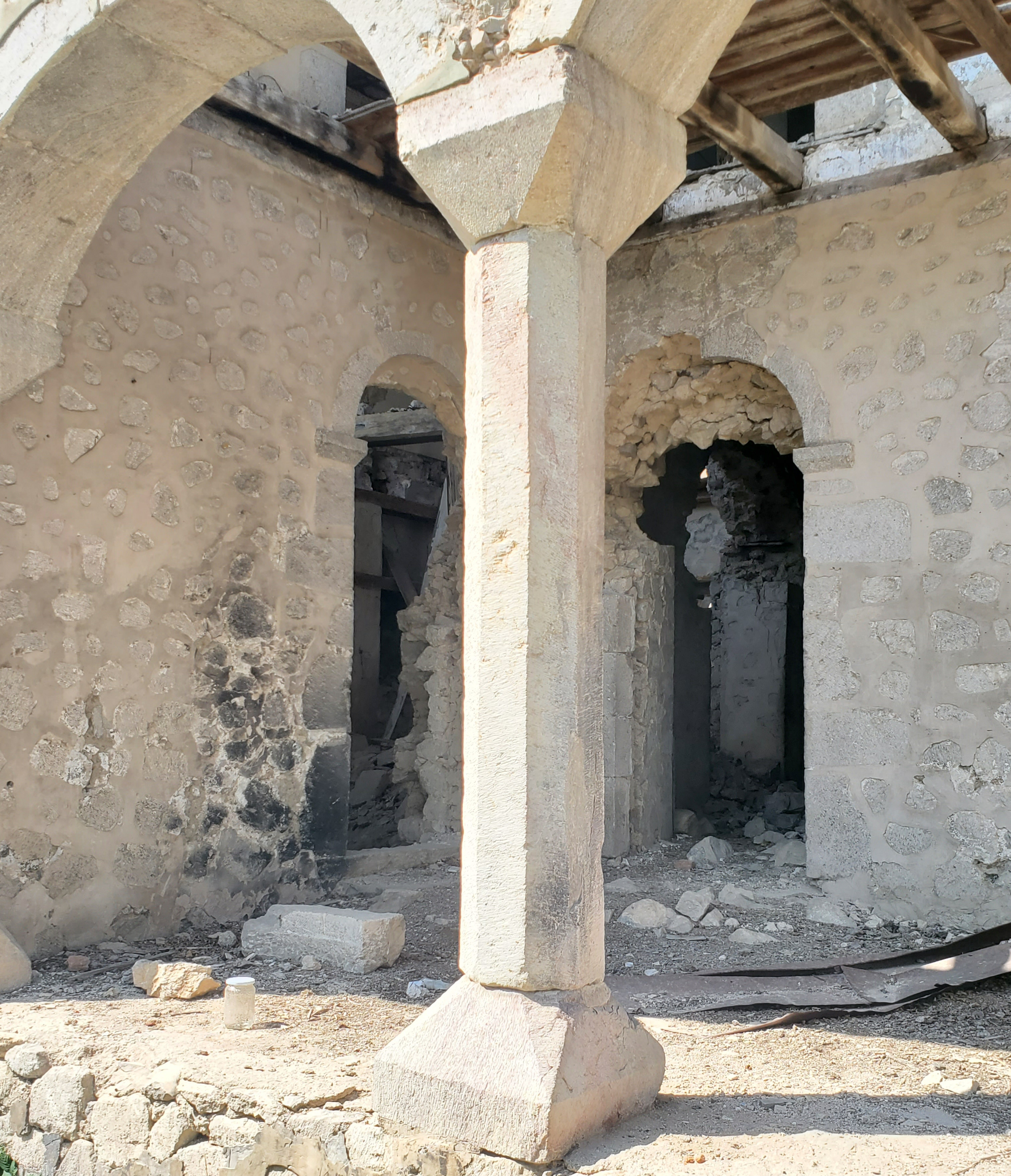
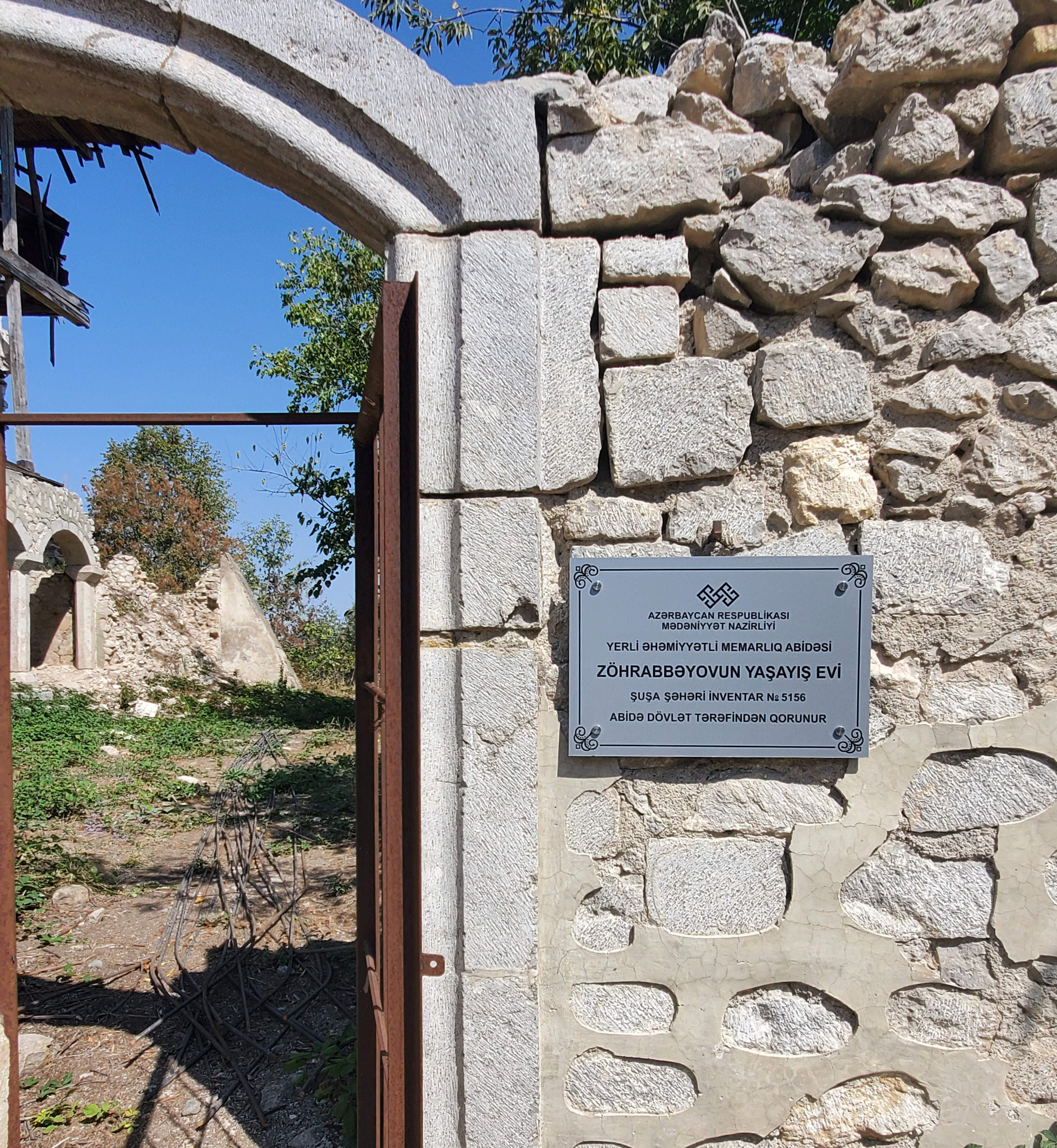
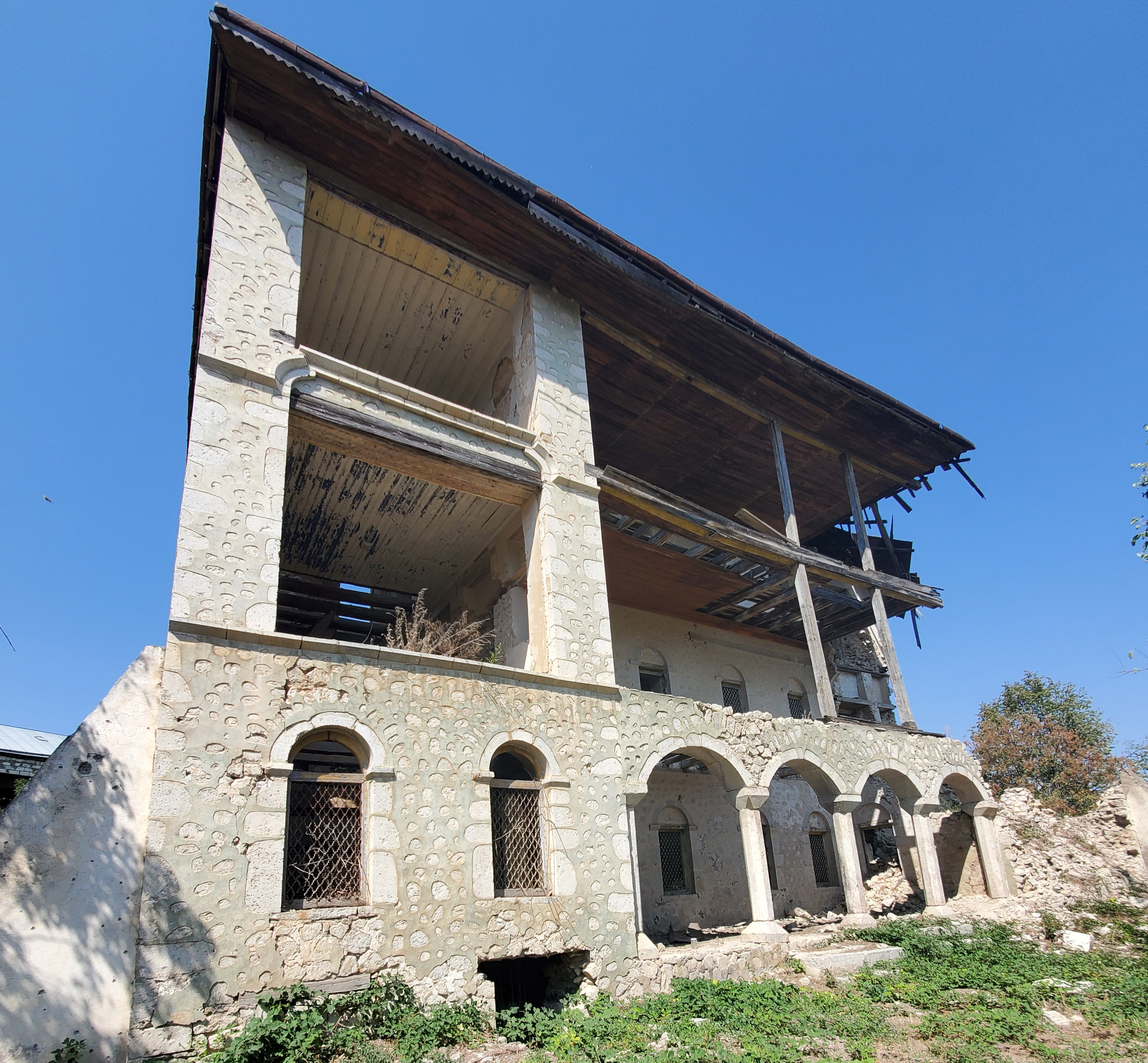
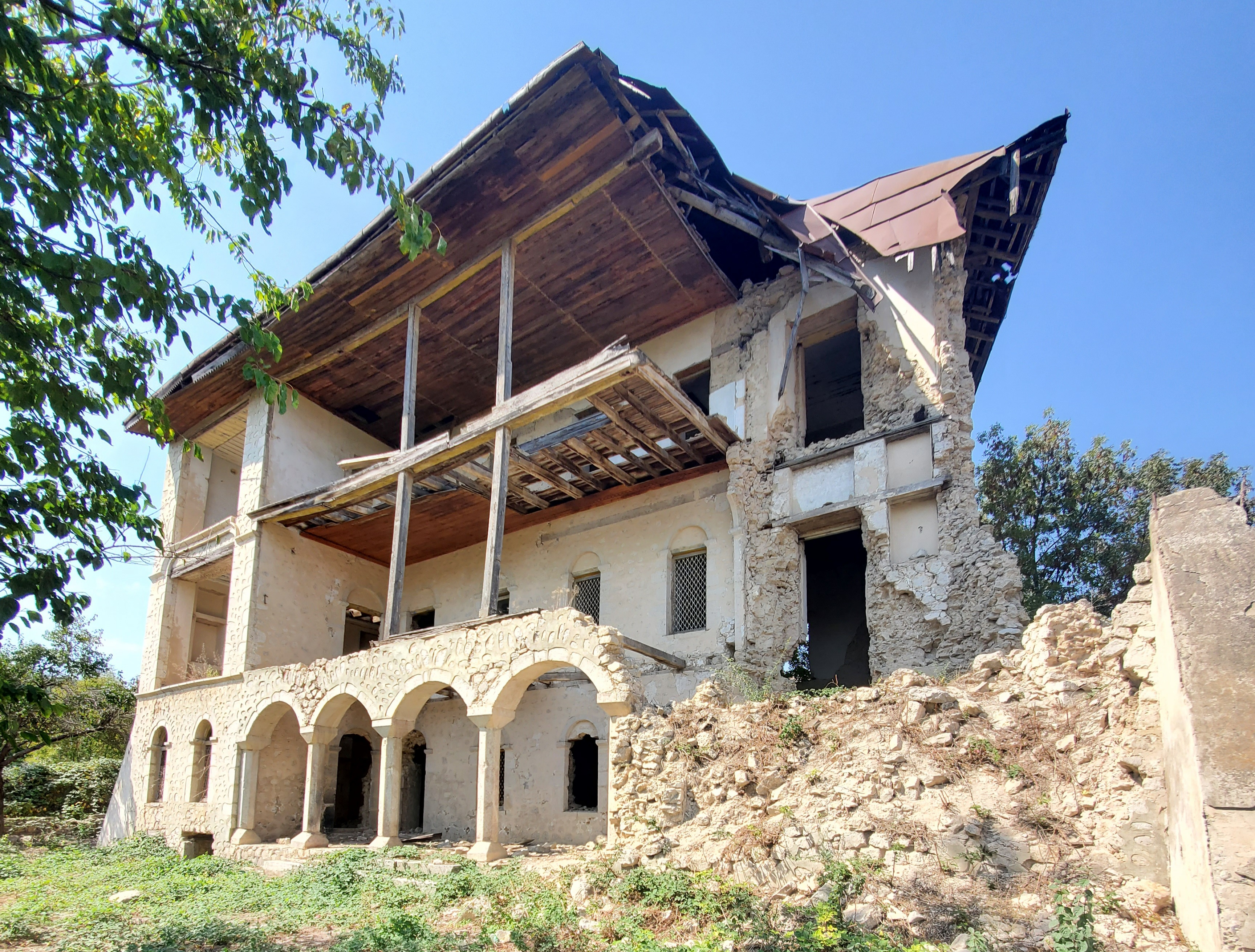
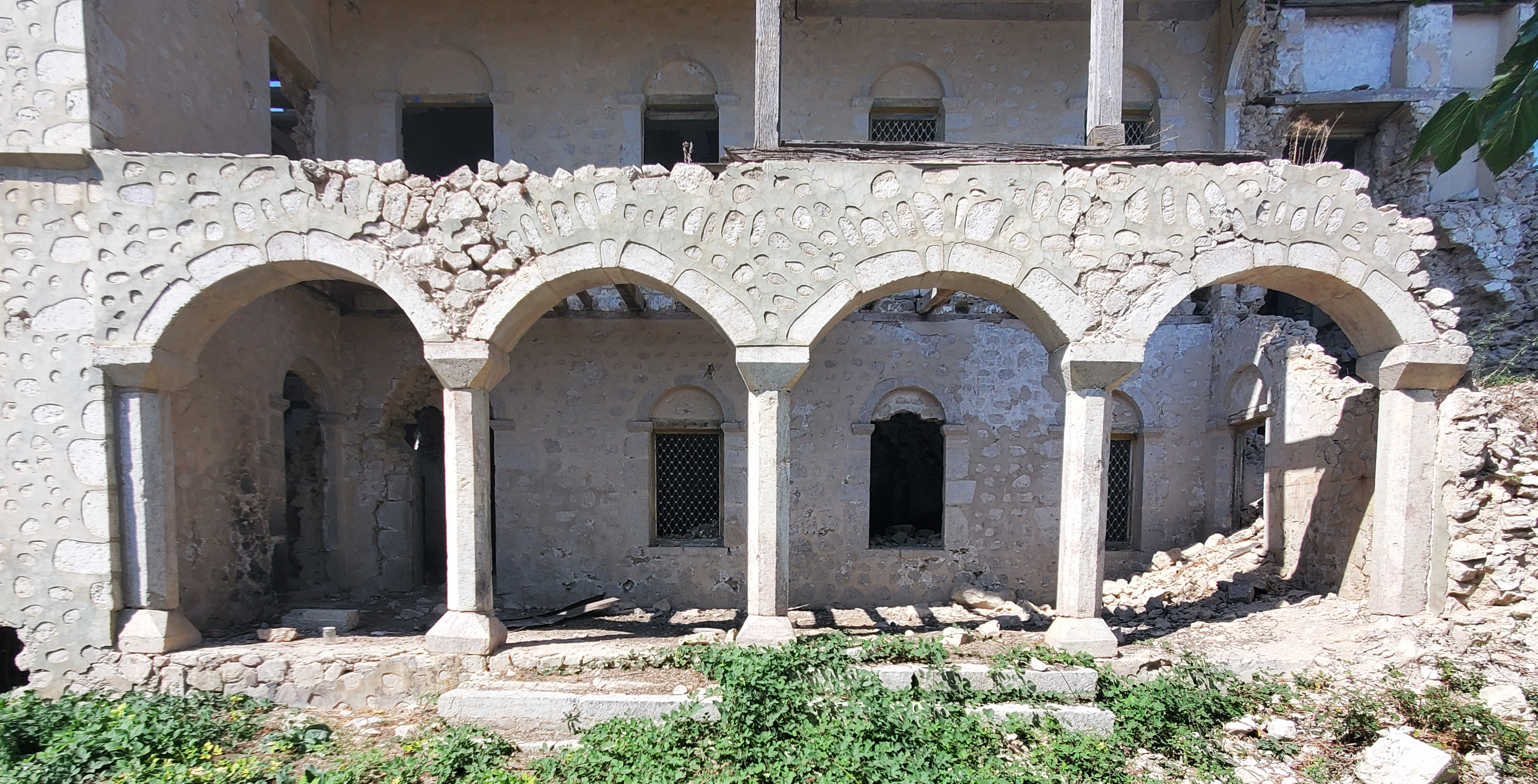